# Мстиславські
Мстиславські (Лугвеновичі, Семеновичі) — княжий рід у Великому князівстві Литовському, гілка Гедиміновичів, походили від сина Ольгерда, Лугвенія, який після смерті Коригайла (1390) отримав у володіння Мстиславське князівство.

## Родовід
- Лугвеній (Семен) Ольгердович (бл. 1360—після 1431) — четвертий син великого князя литовського Ольгерда і Уляни Олександрівни Тверської, князь мстиславський (до 1392—після 1431), та новгородський (1389—1392). 
  - Юрій Семенович (бл.1395—бл. 1358) — князь мстиславський (бл. 1432—1435, 1440—1441, 1445—бл. 1458), новгородський (1432, 1438—1440, 1444—?, 1458), смоленський (1440—1441), лідер Смоленського повстання 1440—1442 рр., та учасник виступа Михайла Сигізмундовича 1445 р., тричі помилуваний великим князем литовським Казимиром.
    - Іван Юрійович (?—до 1489) — князь мстиславський (після 1458 — до 1489). Згаданий у актах 1443—1483, дружину звали Юліана.
      - Анастасія Іванівна (?—бл. 1523) — близько 1496 р. видана за князя Семена Михайловича Олельковича.
      - Юліанна Іванівна (?—1507) — княгиня мстиславська (1490—1499). 1499 р. видана великим князем литовським Олександром за Михайла Івановича Заславського, який з цим шлюбом отримав Мстиславську волость і став писатись Мстиславським. Нащадки Юліанни та Михайла виїхали в Москву, де писались також Мстиславськими і вигасли 1626 р.

  - Ярослав-Федір Семенович (1411—1 вересня 1435) — князь мстиславський. Загинув у Вількомирській битві, де воював на боці Свидригайла.